# Анти-ЛГБТ реторика
Анти-ЛГБТ реторика обухвата теме, крилатице и слогане који се користе у циљу омаловажавања лезбијка, геј, бисексуалних, трансродних и квир (ЛГБТ) особа. Анти-ЛГБТ реторика се широко сматра обликом говора мржње, који је незаконит у земљама попут Холандије, Норвешке и Шведске.
Анти-ЛГБТ реторика се често састоји од моралне панике и теорија завере. ЛГБТ покрети и појединци се често приказују као субверзивни и страни, слично ранијим теоријама завере које су циљале Јевреје и комунисте.

## Као страна завера
Године 1969, грчка хунта иступила је из Савета Европе након што је утврђено да крши Европска конвенција о људским правима, сматрајући да је Европска комисија за људска права „завера хомосексуалаца и комуниста против хеленских вредности”.
Овај дискурс, који промовишу владе Мађарске и Пољске, тврди да су покрети за права ЛГБТ особа под контролом страних сила (као што је Европска унија) и да представљају претњу националној независности и западној цивилизацији. Анти-владини протести у Русији и Евромајдан су такође од стране руске владе приказани као дело ЛГБТ завере. Поред тога, иако Русија себе сматра европском земљом, њена влада такође сматра да су њене вредности потпуно различите од вредности Европске уније. Конкретније, Русија се дистанцирала од вредности ЕУ пропагирањем сопствених анти-ЛГБТ вредности.

## Као идеологија
Године 2013, конзервативни блог American Thinker објавио је неколико чланака користећи фразу „ЛГБТ идеологија”. Италијански католички филозоф Роберто Маркезини користио је ову фразу у чланку из 2015. године, изједначавајући је са ранијим концептом „родне идеологије”. У свом чланку, он не дефинише ни „ЛГБТ идеологију” ни „родну идеологију”. Године 2017, неколико конзервативних исламских политичара у Малезији и Индонезији осудило је „ЛГБТ идеологију”.
Током проповеди 1. августа 2019, пољски надбискуп Марек Јендрашевски назвао је „ЛГБТ идеологију” „дугином кугом” и упоредио је са „црвеном кугом” комунизма. Након тога, чешки кардинал Доминик Дука такође је коментарисао „ЛГБТ идеологију”. Међутим, пошто је чешко друштво секуларно и Католичка црква има мали утицај на чешку политику, његови коментари су имали мали одјек. У септембру 2019, Стенли Бил, предавач на Универзитету у Кембриџу који проучава Пољску, изјавио је: „Ширење страха о 'ЛГБТ идеологији' готово је постало званична политика у Пољској, са често злобним инсинуацијама чланова владе и јавних медија које су сада норма”.
У јуну 2020, пољски председник Анджеј Дуда привукао је међународну пажњу када је ЛГБТ назвао „идеологијом” и обликом „необољшевизма”. Посланик странке Споразум, Јацек Жалек, изјавио је у једном интервјуу да ЛГБТ заједница „нису људи” и да је „то идеологија”, што је довело до тога да га је новинарка Катажина Коленда-Залеска замолила да напусти студио; ова свађа је изазвала контроверзу. Следећег дана, Дуда је на митингу у Шлезији рекао: „Покушавају да нас убеде да су [ЛГБТ] људи, али то је само идеологија.” Обећао је да ће „забранити пропагирање ЛГБТ идеологије у јавним институцијама”, укључујући школе, слично руском закону о геј пропаганди. Истог дана, посланик ПиС-а Пшемислав Чарнек рекао је у емисији на TVP Info-у, поводом фотографије наге особе у геј бару: „Одбранимо се од ЛГБТ идеологије и престанимо да слушамо те идиотлуке о људским правима или једнакости. Ови људи нису једнаки нормалним људима.” У јулу 2020, Европска унија је објавила да неће обезбедити средства за шест пољских градова који су се прогласили „зонама слободним од ЛГБТ идеологије”, након што се скоро 100 локалних самоуправа, што је трећина територије Пољске, прогласило „слободним од ЛГБТ идеологије”. Дана 1. августа 2020, на годишњицу Варшавског устанка, ултранационалиста Роберт Виницки упоредио је ЛГБТ са комунистичком и нацистичком идеологијом. Изјавио је: „Свака куга једном прође. Немачка куга је прошла, која је шест година прождирала Пољску, црвена куга је прошла, проћи ће и дугина куга.”
У августу 2020, министар правде Збигњев Зјобро најавио је нови програм за „сузбијање кривичних дела у вези са кршењем слободе савести почињених под утицајем ЛГБТ идеологије”. Из владиног фонда намењеног помоћи жртвама кривичних дела, додељено је 613.698 ПЛН једној фондацији за борбу против наводних злочина „ЛГБТ идеологије”. Пројекат, између осталог, истражује наводну везу између ЛГБТ идеологије и Франкфуртске школе. На митингу „Зауставимо ЛГБТ агресију” одржаном 16. августа те године, Кшиштоф Босак је рекао да су чак и нерелигиозни људи међу противницима „ЛГБТ идеологије” јер је она „супротна здравом разуму и рационалном размишљању”. Такође је рекао да је ЛГБТ заједница „нижи облик друштвеног живота”.

### Критика
Према пољским новинама Krakow Post, „ЛГБТ није идеологија... Фраза 'ЛГБТ идеологија' има отприлике исто толико смисла као 'идеологија риђокосих' или 'идеологија леворуких'”. Иако је подршка многих ЛГБТ особа и њихових савезника унапредила права ЛГБТ особа, они имају различите политичке ставове. Према Notes from Poland, „напади на 'ЛГБТ идеологију' – који се често ослањају на преувеличане, искривљене или измишљене тврдње – резултирају маргинализацијом и демонизацијом таквих људи.” Председнички кандидат десног центра Шимон Холовња, који је практикујући католик, изјавио је: „не постоји таква ствар као што је ЛГБТ идеологија, постоје [ЛГБТ] људи”. Рекао је да анти-ЛГБТ реторика политичара може довести рањиве људе до самоубиства. У знак протеста због коментара председника и Жалека, ЛГБТ особе су одржале протесте у разним градовима Пољске, противећи се идеји да је ЛГБТ идеологија. Активисти су такође снимили филм „Ludzie, nie ideologia” (Људи, не идеологија), који приказује породице ЛГБТ особа.
Чланак у OKO.press упоредио је анти-ЛГБТ кампању са „антиционистичком” кампањом из 1968. године: антиционистичка кампања је наводно циљала ционизам као идеологију, али је заправо циљала Јевреје као људе. Многи Јевреји су били присиљени да напусте земљу 1968, а многе ЛГБТ особе су под притиском да емигрирају из Пољске 2020. Према пољском историчару Адаму Лешчињском, „ЛГБТ идеологија” је
врећа у коју десница убацује друштвене промене које јој не одговарају (нпр. позиви на једнака права за истополне парове, који су спроведени у многим земљама, од Сједињених Држава до Јужне Африке). У језику десничарске пропаганде... 'ЛГБТ идеологија' служи за дехуманизацију мањина и стварање непријатеља – а тиме и за изградњу политичке подршке десници, која се представља као једини бранилац традиционалне породице, религије и друштвеног поретка. 'Идеологија' се такође уклапа у десничарску перцепцију света у смислу завере – идеологија се 'промовише', неко је шири, неко 'стоји иза ње' (нпр. Џорџ Сорос, јеврејско-амерички финансијер који подржава, између осталог, ЛГБТ организације).

## Дехуманизација
Дехуманизација је честа карактеристика анти-ЛГБТ реторике, која може имати облик поређења ЛГБТ особа са животињама или изједначавања хомосексуалних односа са бестијалношћу.
Године 2025, конгломерат друштвених медија Meta Platforms ажурирао је своје политике о говору мржње како би дозволио „наводе о менталним болестима или абнормалностима” засноване на сексуалној оријентацији или родном идентитету, што је ЛГБТ часопис The Advocate рекао да ће омогућити „мржњу и дехуманизујућу реторику” на Метиним платформама као што су Facebook и Instagram.

## Погрдни називи
Према једној студији, „хомофобни епитети подстичу дехуманизацију и избегавање геј особа, на начине на које друге увреде или етикете не чине”. Друга студија је открила да хомофобија „изазива значајне последице по здравље и добробит”.

## Позиви на насиље
Анти-ЛГБТ реторика такође укључује позиве на насиље над ЛГБТ+ особама и сугестије да би они требало да буду убијени или да умру, као на Кипру, у Ирану, Русији, Сједињеним Државама, Малавију, и Уганди. У Србији, чланови Образа су узвикивали „Смрт педерима”. Постављали су плакате на којима је писало „чекамо вас” поред слике бејзбол палице. Организација је 2012. године забрањена одлуком Уставног суда Србије због екстремизма.

## Анти-геј теме
Анти-геј активисти тврде да хомосексуалност иде против традиционалних породичних вредности, да је хомосексуалност Тројански коњ или да уништава породице и човечанство кроз хомосексуално регрутовање које ће довести до истребљења човечанства.

### Хомосексуалност као узрок катастрофа
Аргумент да хомосексуалци изазивају природне катастрофе постоји више од хиљаду година, чак и пре него што је Јустинијан I у шестом веку окривио земљотресе за „неконтролисано хомосексуално понашање”. Овај троп је био уобичајен у рано модерној хришћанској литератури; хомосексуалци су окривљивани за земљотресе, поплаве, глад, куге, инвазије Сарацена и пољске мишеве. Овај дискурс је оживела Анита Брајант 1976. године када је окривила хомосексуалце за суше у Калифорнији. У САД, десничарске верске групе, укључујући Вестборо баптистичку цркву, настављају да тврде да су хомосексуалци одговорни за катастрофе. Хомосексуалци су окривљивани за урагане, укључујући Исак, Катрину и Сенди. Године 2020, разне верске личности, укључујући израелског рабина Меира Мазуза, тврдиле су да је пандемија ковида 19 божанска казна за истополне активности или параде поноса.
Након напада 11. септембра 2001., телеванђелиста Џери Фолвел окривио је „пагане, и аборционисте, и феминисткиње, и гејеве и лезбијке који активно покушавају да то учине алтернативним начином живота, ACLU, People for the American Way” за провоцирање агресије исламских фундаменталиста и узроковање повлачења Божје заштите за Америку. У емисији хришћанског телевизијског програма The 700 Club, Фолвел је рекао: „Ви сте помогли да се ово догоди”. Касније се извинио и рекао: „Никада не бих окривио ниједно људско биће осим терориста”.
Године 2012, чилеански политичар Игнасио Урутија тврдио је да би дозвољавање хомосексуалцима да служе у чилеанској војсци довело до тога да Перу и Боливија нападну и униште његову земљу.

### СИДА као казна
Израслина из дискурса о хомосексуалности која изазива катастрофе тврди да је СИДА божанска казна за хомосексуалност. Током раних година епидемије СИДЕ 1980-их, мејнстрим новине су је називале „геј кугом”. Неколико година, обмањујући технички назив за болест био је имунодефицијенција повезана са гејевима.
Слоган „СИДА убија педере на мртво” (игра речи на комерцијални слоган за инсектицид Raid, „Raid убија бубе на мртво”) појавио се током раних година СИДЕ у Сједињеним Државама, када је болест углавном дијагностикована међу мушким хомосексуалцима и била готово увек фатална. Слоган се брзо проширио као упечатљив труизам, узвик или једноставно нешто написано као графит. Извештава се да се слоган први пут појавио у јавности почетком 1990-их, када га је Себастијан Бах, бивши певач хеви метал бенда Skid Row, носио на мајици коју му је бацио члан публике. Слоган „СИДА лечи педере” користи Вестборо баптистичка црква.
Током анти-геј неонацистичког скупа у немачком граду Герлиц 2024. године, учесници су узвикивали „HIV, hilf uns doch, Schwule gibt es immer noch” („ХИВ, помози нам, још увек има гејева”).

### Хомосексуалност као неприродна
Описивање хомосексуалности као неприродне датира још од Платона, Аристотела и Томе Аквинског. Међутим, не постоји јединствена дефиниција „неприродног”. Неки од оних који тврде да је хомосексуалност неприродна у смислу да је одсутна у природи, што је аргумент оповргнут присуством хомосексуалности код животиња. Други сматрају да су гениталије створене за репродукцију (било од Бога или природне селекције) и да нису намењене за употребу у сврхе које они сматрају „неприродним”. Заговорници ове идеје често тврде да је хомосексуалност неморална јер је неприродна, али противници тврде да овај аргумент прави пометању између онога што јесте и што би требало бити. Неки заговорници тезе о „неприродности” тврде да је хомосексуално понашање резултат „регрутовања” или намерне грешности.

### Хомосексуалност као болест
Нацистичка пропаганда је описивала хомосексуалност као заразну болест, али не у медицинском смислу. Уместо тога, хомосексуалност је била болест Volkskörper (националног тела), метафора за жељену националну или расну заједницу (Volksgemeinschaft). Према нацистичкој идеологији, животи појединаца требало је да буду подређени Volkskörper-у као ћелије у људском телу. Хомосексуалност се сматрала вирусом или раком у Volkskörper-у јер је виђена као претња немачкој нацији. СС новине Das Schwarze Korps тврдиле су да је 40.000 хомосексуалаца способно да „затрује” два милиона мушкараца ако им се дозволи слободно кретање.
Неки од оних који су хомосексуалност називали неприродном, попут шефа Traditional Values Coalition и хришћанског десничарског активисте Луиса Шелдона, рекли су да би, чак и ако би се доказало да је биолошки заснован феномен, и даље била болест. Психијатријски естаблишмент на Западу је некада медикализовао истополну жељу. У Сједињеним Државама, хомосексуалност је 1973. године уклоњена као ментални поремећај из Дијагностичког и статистичког приручника за менталне поремећаје (ДСМ) јер није испуњавала критеријуме за ментални поремећај. Католичка црква и даље званично учи да су „хомосексуалне склоности” „објективно поремећене”. Године 2016, анти-ЛГБТ реторика је расла у Индонезији под хаштагом на Твитеру #TolakLGBT (#ОдбациЛГБТ), наводећи да је ЛГБТ болест. Године 2019, надбискуп Марек Јендрашевски рекао је да „дугина куга” прети Пољској. Године 2020, министар образовања је бранио званичника који је упозорио да „ЛГБТ вирус” прети пољским школама и да је опаснији од корона вируса.

### Хомосексуалност као избор или стил живота
Заједно са идејом о „хомосексуалном регрутовању”, идеју о „геј стилу живота” или „хомосексуалном стилу живота” користе друштвени и верски конзервативци у Сједињеним Државама како би тврдили да се не-хетеросексуалне сексуалне оријентације свесно бирају.
Међутим, научници фаворизују биолошка објашњења за сексуалну оријентацију, тврдећи да људи обично не осећају контролу над својом сексуалном оријентацијом или привлачностима.
Термин „геј стил живота” може се користити и погрдно за низ стереотипних понашања. Активисти хришћанске деснице могу бринути да ће повећање права ЛГБТ особа учинити „геј стил живота” привлачнијим за младе људе.
Амерички медији су 1970-их често користили термин „алтернативни стил живота” као еуфемизам за хомосексуалност. Термин су у анти-геј контексту користили противници Амандмана о једнаким правима, као и присталице калифорнијске Предлога 6, који би забранио отворено геј наставницима рад у јавним школама.
Године 1977, током кампање против локалне уредбе која штити геј наставнике од дискриминације при запошљавању, анти-геј активисткиња Анита Брајант изјавила је: „Хомосексуалац се не рађа, они се стварају”.
Амерички председник Роналд Реган описао је геј покрет за права у супротности са америчком културом, рекавши да покрет „тражи признање и прихватање алтернативног начина живота за који не верујем да друштво може да одобри”.Ryan p43

### Хомосексуалност као грешна или безбожна
Многи конзервативни хришћани сматрају хомосексуалне чинове инхерентно грешним на основу уобичајених тумачења библијских одломака као што су Левитски законик 18:22 („Не лези с мушкарцем као са женом; то је гадост”), Левитски законик 20:13 („Ако човек легне с мушкарцем као са женом, обојица су починили гадост; нека се погубе, крв њихова на њих”) и Прва посланица Коринћанима 6:9–10 („Зар не знате да неправедници неће наследити царство Божије? Не варајте се! Ни блудници, ни идолопоклоници, ни прељубници, ни мушке проститутке, ни содомити, ни лопови, ни похлепни, ни пијанице, ни псовачи, ни разбојници – нико од њих неће наследити царство Божије.”) Прича о Содоми и Гомори, два библијска града која су спаљена због грехова својих становника, углавном се приказује као божанска казна за хомосексуално понашање.
Разни запаљиви и контроверзни слогани коришћени су од стране противничких конгрегација и појединаца, посебно од стране Фреда Фелпса, оснивача Вестборо баптистичке цркве. Ови слогани су укључивали „Бог мрзи педере”, „Бојте се Бога, не педера” и „Метју Шепард гори у паклу”.
Хомосексуалност се такође често сматра грешном у исламу. У неким земљама Блиског истока, хомосексуални чинови су кажњиви смрћу. Анти-ЛГБТ реторика и политичка хомофобија расту у неким муслиманским земљама. Други верски лидери, укључујући хришћане, муслимане и Јевреје, осудили су анти-ЛГБТ реторику.
Слоган „Бог је створио Адама и Еву, а не Адама и Стеву” алудира на библијски аргумент да је хомосексуалност грешна и неприродна.
Уводник из 1970. у Christianity Today цитирао је графит у Сан Франциску који је гласио: „Да је Бог желео хомосексуалце, створио би Адама и Фредија.” Године 1977, анти-геј активисткиња Анита Брајант дала је сличан коментар користећи фразу „Адам и Брус”.Toulouse p22 Верзија са „Адамом и Стевом” први пут се појавила на протестном знаку на анти-геј митингу 1977. у Хјустону, Тексас, на којем су учествовале личности хришћанске деснице попут Филис Шлафли и оснивачице Националног комитета за право на живот Милдред Џеферсон. Слоган је такође коришћен у епизоди „The Gay Bar” из 1977. ситкома Maude. Године 1979, Џери Фолвел је користио слоган „Адам и Стева” на конференцији за новинаре цитираној у Christianity Today.Toulouse p22Schonfeld 2015 Током почетне епидемије СИДЕ у Сједињеним Државама 1985. године, конзервативни конгресмен Вилијам Е. Данемајер користио је овај слоган како би тврдио да су геј мушкарци претња јавном здрављу.
Фраза је касније стекла одређену ноторност и, када се користи за именовање пара ликова у фикцији, помаже да се идентификују као чланови хомосексуалног пара (као у драми Пола Радника The Most Fabulous Story Ever Told и филму Adam & Steve из 2005. године). Фразу је користио посланик Демократске унионистичке партије Дејвид Симпсон током дебате о Закону о браку (истополни парови) из 2013. у британском Дому комуна, иако је његов лапсус када је рекао „у Рајском врту, били су Адам и Стева” изазвао смех у сали. Зимбабвеански председнички кандидат Нелсон Чамиса рекао је у интервјуу 2019. године да „[м]орамо бити у стању да поштујемо оно што је Бог одредио и како смо створени као народ, постоје мушкарац и жена, постоје Адам и Ева, а не Адам и Стева”. Фразу су присвојиле ЛГБТ особе и користиле је у блоговима, стриповима и другим медијима, исмевајући анти-геј поруку.

### Хомосексуалност као западна болест
Понекад се тврди да хомосексуалност не постоји у неким незападним земљама, или да је зли утицај увезен са Запада. Премијер Махатир Мухамед из Малезије користио је анти-геј реторику као део свог програма „азијских вредности”, описујући хомосексуалност као једну од неколико западних болести.
Мохамад ју је искористио за политичку предност у скандалу из 1998. који је укључивао смену и затварање посланика и бившег потпредседника владе Анвара Ибрахима од стране Мохамада усред оптужби за содомију, које је The Sydney Morning Herald назвао „очигледно политичком намештаљком”. Анвар је касније био подвргнут два суђења и осуђен на девет година затвора због корупције и содомије.
Док је био у Њујорку на састанку Уједињених нација, ирански председник Махмуд Ахмадинежад позван је да одржи предавање на Универзитету Колумбија у Њујорку. Одговарајући на питање студента након тога, рекао је, говорећи преко преводиоца: „У Ирану немамо хомосексуалце као у вашој земљи.” На свом матерњем фарсију, користио је сленг еквивалент за педер, а не неутралан израз за „хомосексуалца”.
Тврдње да је хомосексуалност западна болест примећене су у Вијетнаму, Кини, Индији, Етиопији и другим афричким нацијама, као и међу многим муслиманима широм света.

### Поистовећивање са педофилијом
Тврдња да хомосексуалци сексуално злостављају децу претходи данашњем добу, јер је упућивана педерастима чак и током антике. Законодавци и друштвени коментатори понекад су изражавали забринутост да би нормализација хомосексуалности такође довела до нормализације педофилије, уколико би се утврдило да је и педофилија сексуална оријентација. Сродна тврдња је да се ЛГБТ усвајање врши у циљу дотеривања деце за сексуалну експлоатацију. Емпиријска истраживања показују да сексуална оријентација не утиче на вероватноћу да ће људи злостављати децу.
Други су правили подвале са намером да лажно повежу педофилију са ЛГБТ заједницом ребрендирајући је као сексуалну оријентацију, укључујући тврдње да „+” у „ЛГБТ+” означава „педофиле, зоофиле и некрофиле”, као и измишљене термине „agefluid”, „clovergender” (подвала корисника 4chan-а, чији је лого стилизована детелина са четири листа), и „педосексуалац”.
Почевши од 2022. године, неки конзервативци, укључујући Чају Рајчик из Libs of TikTok, почели су да користе термине „дотеривање”, „дотеривач” и „про-педофил” против својих противника и ЛГБТ особа због анти-ЛГБТ законодавства, као што су закони који ограничавају и забрањују расправу о сексуалној оријентацији и родном идентитету у школама. Критичари кажу да ова употреба термина умањује искуства преживелих од сексуалног напада, блати ЛГБТ заједницу и уопште је опасна.
Оптужба за „хомосексуално регрутовање” је навод друштвених конзервативаца да ЛГБТ особе улажу усклађене напоре да индоктринирају децу у хомосексуалност. У Сједињеним Државама, ово датира из раног послератног доба.‍:91 Заговорници су се посебно налазили међу Новом десницом, што је оличено у Анити Брајант. У својој Save Our Children кампањи, она је промовисала поглед на хомосексуалце који регрутују омладину.‍:115–116 Уобичајен слоган је „Хомосексуалци се не могу репродуковати — стога морају регрутовати” или његове варијанте. Присталице навода о регрутовању указују на „девијантно” и „пожудно” сексуално образовање као доказ. Они изражавају забринутост да напори против малтретирања уче да је „хомосексуалност нормална, и да ученици не би требало да узнемиравају своје другове из разреда зато што су геј”, сугеришући регрутовање као примарну мотивацију. Присталице овог мита наводе немогућност истополних парова да се репродукују као мотивацију за регрутовање.
Социолози и психолози описују такве тврдње као анти-геј мит, и бабарогу која изазива страх. Многи критичари верују да овај термин промовише мит о хомосексуалцима као педофилима:
- Године 1977, Анита Брајант успешно је водила кампању за укидање уредбе у округу Мајами-Дејд која је забрањивала дискриминацију на основу сексуалне оријентације. Њена кампања се заснивала на наводима о хомосексуалном регрутовању.[147] Пишући о напорима Брајантове да укине закон против дискриминације на Флориди у Journal of Social History, Мишел Букаи је написао да је „Брајантина организација, Save Our Children, представила закон као подршку неморалу и дозволу за 'регрутовање'.”[154]
- Предлог гласачког листића 9 у Орегону из 1992. године садржао је језик који би додао анти-ЛГБТ реторику у устав државе. Америчка списатељица Џудит Рајсман оправдала је своју подршку мери, наводећи „јасан пут за регрутовање деце” од стране гејева и лезбијки.[155]
- У дебати у британском Дому лордова 1998. о снижавању старосне границе за истополне односе на 16 година (изједначавајући је са старосном границом за супротнополне односе), бивши лабуристички министар Лорд Лонгфорд се успротивио промени изјавивши да „Ако би неки старији, или не тако старији, наставник завео једног од мојих синова и научио га да буде хомосексуалац, уништио би га за цео живот.” Старосна граница за пристанак је изједначена у Великој Британији 2001. године.[156]
- Мале новине у главном граду Уганде, Rolling Stone, привукле су међународну пажњу 2010. године када су аутовале 100 геј особа уз наслов који је гласио „Обесите их”, и тврдиле да хомосексуалци намеравају да „регрутују” угандску децу, и да су школе „продреле геј активисте да регрутују децу.”[54] Према активистима за геј права, многи Уганђани су након тога нападнути због своје стварне или перципиране сексуалне оријентације.[157] Активиста за права мањина Дејвид Като, који је аутован у чланку и био један од тужилаца у тужби против новина, касније је убијен код куће од стране уљеза[158] што је изазвало међународно негодовање.[159][160]
- Године 1998, The Onion је пародирао идеју „хомосексуалног регрутовања” у чланку под насловом „'98 Homosexual-Recruitment Drive Nearing Goal” (Кампања за регрутовање хомосексуалаца '98. близу циља), наводећи: „Портпароли Националне радне групе за регрутовање гејева и лезбијки објавили су у понедељак да је више од 288.000 стрејт особа преобраћено у хомосексуалност од 1. јануара 1998. године, што групу ставља на добар пут да достигне свој циљ од 350.000 преобраћења до краја године.”[161][162] Према Мими Маринучи, већина одраслих у САД који подржавају геј права препознала би причу као сатиру због нереалних детаља.[161] Вестборо баптистичка црква је пренела причу као чињеницу,[163][164] наводећи је као доказ геј завере.[165]

### Хомосексуалне завере
Током Хладног рата, анти-квир коментатори у Сједињеним Државама настојали су да повежу хомосексуалност и комунизам, користећи термине „хоминтерн” и „хомосексуална мафија” као скраћеницу за наводну хомосексуалну заверу у уметности. „Хоминтерн” је референца на „Коминтерну”, међународну организацију комунистичких политичких партија под покровитељством Совјетског Савеза. Према историчару Мајклу С. Шерију, термин је вероватно коришћен у шали међу уметницима и писцима у Енглеској 1930-их да би се исмејала идеја о моћној кабали квир уметника. Ковање термина приписује се разним писцима, укључујући В. Х. Одена, Сирила Конолија, Џослин Брук, Харолда Норса и Мориса Боуру.
Шери је сковао фразу „хоминтерн дискурс” да би се осврнуо на америчке теорије завере из средине 20. века које су циљале геј уметнике, чија су многа дела истакнуто коришћена као пропаганда у Културном хладном рату против Совјетског Савеза. Током друге Црвене панике 1950-их, „хоминтерн” је призвао амерички сенатор Џозеф Макарти, који га је користио да тврди да су администрације Френклина Д. Рузвелта и Харија С. Трумана биле решене да униште Америку изнутра. Према Шерију, „хоминтерн дискурс” почео је да опада са растом контракултуре 1960-их и скептицизма у погледу улоге Сједињених Држава у Хладном рату и Вијетнамском рату.Montanarelli 2007
Термин „Гејстапо” (Gestapette) сковао је у Француској 1940-их политички сатиричар Жан Галтје-Боасијер за Вишијевског министра образовања, Абела Бонара. Касније га је вођа Националног фронта Жан-Мари Ле Пен применио на Флоријана Филипоа, кога је оптужио да лоше утиче на Марин Ле Пен.
Енглески позоришни критичар Кенет Тајнан писао је уреднику Плејбоја Огисту Комту Спекторском 1967. године, предлажући чланак о „Хомосексуалној мафији” у уметности. Инспирисан овом идејом, Плејбој ће касније објавити панел дискусију о геј питањима у априлу 1971.
Сличан термин, „сомотска мафија”, који се користио за описивање утицајне геј екипе која је наводно водила Холивуд и модну индустрију крајем 1970-их, сковао је писац New York Sunday News Стивен Гејнс у односу на Организацију Роберта Стигвуда, британску дискографску кућу и менаџмент групу.
„Геј мафија” постала је шире коришћена у америчким медијима 1980-их и 1990-их, попут америчког дневног листа New York Post. Термин је такође користио британски таблоид The Sun као одговор на оно што је тврдио да је злокобна доминација геј мушкараца у Кабинету Лабуристичке партије.
Док је термин „Лаванда мафија” повремено коришћен за означавање неформалних мрежа геј руководилаца у америчкој забавној индустрији, уопштено се више односи на црквену политику. На пример, фракција унутар вођства и свештенства Римокатоличке цркве која наводно заговара прихватање хомосексуалности унутар Цркве и њених учења.
Термин „хомо лоби” или „геј лоби” често користе противници ЛГБТ права у Европи.
На пример, шведска неонацистичка партија Нордијски покрет отпора води кампању „згромити хомо лоби”.
Према немачком листу Дер Тагесшпигел, заговарање ЛГБТ права могло би се тачно назвати лобирањем. Термин Schwulen-Lobby ('геј лоби') је увредљив јер се користи да сугерише моћну заверу која заправо не постоји.
Папа Фрања је 2013. године говорио о „геј лобију” у Ватикану и обећао да ће видети шта се може учинити. У јулу 2013, Фрања је наставио да прави разлику између проблема лобирања и сексуалне оријентације људи: „Ако је особа геј и тражи Бога и има добру вољу, ко сам ја да судим?” „Проблем”, рекао је, „није имати ову оријентацију. Морамо бити браћа. Проблем је лобирање овом оријентацијом, или лобији похлепних људи, политички лобији, масонски лобији, толико лобија. Ово је гори проблем.”

## Антитрансродна реторика

### Погрешно одређивање рода
Погрешно одређивање рода је чин означавања других родом који не одговара њиховом родном идентитету. Погрешно одређивање рода може бити намерно или случајно. Може укључивати коришћење заменица за описивање некога које нису оне које та особа користи, називање особе „госпођом” или „господином” у супротности са родним идентитетом те особе, и коришћење имена пре транзиције за некога уместо имена после транзиције (мртво именовање).

### Обмана и претварање
Постоји страх да се људи претварају да су трансродни или да се претварају да су супротног пола. Брунеј и Оман имају законе који криминализују трансродне особе, користећи фразе попут „представљање као [супротни пол]” и „имитирање” припадника супротног пола. Такође постоји реторика да ће се мушки перверзњаци претварати да су трансродни како би ушли у женске тоалете. Још једна честа тврдња је да ће се мушкарци претварати да су трансродне жене како би стекли предност играјући у женским тимовима, упркос недостатку доказа да се то дешава.
Трансродне особе се често перципирају као преварантније од сексуалних мањина. Пролазност, или перципирање као род са којим се особа идентификује, сматра се обманљивим или предаторским чином. Непролазност се такође сматра лошим покушајем обмане. Једна студија настојала је да упореди перципирану обману трансродних особа са другим маргинализованим и скривеним идентитетом, атеизмом, тако што су учесници који нису ЛГБТ, нити атеисти, читали хипотетичке ситуације са састанцима. Трансродни састанци су перципирани као обманљивији од атеиста, без обзира да ли су намерно открили да су трансродни или ако је то случајно откривено.
Идеја обмане протеже се и на привлачност цисродних мушкараца према трансродним женама. Реч „замка” се користи да имплицира да је трансродна жена преварила мушкарца да би имао геј секс. Транс паника одбрана такође се ослања на ову перципирану обману. Транс паника одбрана се користи као одбрамбена стратегија на суду, тврдећи да је оптужени убио жртву због емоционалне провокације када је схватио да је жртва трансродна. Према професорки права Синтији Ли, „Уместо да призна да је то што је урадио погрешно, оптужени за убиство који се позива на транс панику окривљује жртву за своје поступке, тврдећи да је обмана трансродне жртве проузроковала да изгуби самоконтролу.” Након убиства транс жене Гвен Араухо, адвокат одбране је рекао: „Ово је случај... о... трагичним резултатима када су та обмана и издаја откривене.” Ова идеја обмане од стране трансродних жртава имплицира да су заслужиле да буду убијене.

### Закони о тоалетима
Неке позиције у оквиру феминистичке теорије користиле су нихилистичку реторику која се сматра трансфобичном. Оне које заузимају ове позиције познате су као транс-ексклузивне радикалне феминисткиње, или скраћено „ТЕРФ”. Овај термин је сковала феминистичка блогерка Вив Смајт 2008. године као вредносно неутралан опис феминисткиња које се баве нихилизмом.
Године 1979, америчка радикална феминисткиња Џенис Рејмонд објавила је The Transsexual Empire: The Making of the She-Male. У њој је написала: „Сви транссексуалци силују женска тела сводећи праву женску форму на артефакт, присвајајући ово тело за себе.” Честа позиција у радикалном феминизму је да транс жене нису жене у дословном смислу и не би требало да буду у просторима само за жене.
Неке феминисткиње другог таласа доживљавају транс мушкарце и жене респективно као „издајнике” и „инфилтраторе” женствености. У чланку из 1997. године, аустралијска лезбијска феминисткиња Шејла Џефриз написала је да „транссексуалност треба посматрати као кршење људских права.” Џефриз је такође тврдила да медицинском и социјалном транзицијом, транс жене „конструишу конзервативну фантазију о томе шта жене треба да буду. Оне измишљају суштину женствености која је дубоко увредљива и ограничавајућа.”

### Социјална зараза
Нека антитрансродна реторика се усредсређује на идеју да је трансродни идентитет последица индоктринације или социјална зараза. Према GLAAD-у, „Још један истакнути анти-ЛГБТК троп укључује употребу анти-трансродних погрдних речи као што су 'родна идеологија' и 'трансродност' да би се тврдило да ЛГБТК+ заједница и њени савезници имају за циљ да индоктринирају или исперу мозак деци да се идентификују као трансродна.” Неке конзервативне публикације тврде да притисак вршњака и друштвени медији доводе до тога да тинејџери, посебно они којима је по рођењу додељен женски пол, буду под утицајем да постану трансродни; тврде да то доводи до штете по младе људе тако што их наводи да прођу транзицију.
Реторика социјалне заразе коришћена је у ТЕРФ и трансмедицинској заједници са термином транстрендер. Ово је погрдан термин који имплицира да неки људи, посебно трансродна омладина и небинарне особе, бирају да буду трансродни због тренда или социјалне заразе.
Научно непоткрепљена хипотеза под називом брзо-настајућа родна дисфорија (ROGD) такође укључује идеју социјалне заразе. Хипотеза је да се људи који се идентификују као трансродни у адолесценцији, а не пре пубертета, идентификују као такви због социјалне заразе. Верује се да су људи којима је по рођењу додељен женски пол, као и људи са проблемима менталног здравља, неуроразвојним поремећајима или неадаптивним механизмима суочавања, посебно подложни ROGD-у. Клинички подаци од трансродних адолесцената не подржавају повезаност између недавног/брзог сазнања о свом роду и проблема менталног здравља, неуроразвојних поремећаја, самоповређивања, симптома депресије или социјалне подршке.
Термин брзо-настајућа родна дисфорија настао је 2016. године на 4thWaveNow, блогу против родне афирмативне неге. Преко 4thWaveNow, TransgenderTrend и Youth Trans Critical Professionals, Лиса Литман је пронашла родитеље који ће учествовати у њеној студији о ROGD-у. Студија је на крају исправљена након објављивања како би се јасно ставило до знања да је успоставила хипотезу, али је није доказала. Упркос исправци, употреба ROGD-а се повећала након студије.
ROGD је коришћен за аргументовање против забрана родне афирмативне неге за малолетнике и позитивног ЛГБТ представљања у школама. Према студији у Pediatrics, „Штетан ефекат неоснованих хипотеза које стигматизују ТГД омладину, посебно хипотезу ROGD, не може се преценити, посебно у актуелним и дугогодишњим дебатама о јавној политици. Заиста, појам ROGD коришћен је од стране законодаваца да забране ТГД омладини приступ родно-афирмативној медицинској нези”. Коалиција за унапређење и примену психолошке науке позива на елиминацију термина због његовог потенцијала да ограничи и стигматизује родну афирмативну негу.

### Трансродност као ментална болест
Конзервативне групе и владе класификовале су трансродне идентитете као ментални поремећај или их сматрале узрокованим менталном болешћу. Перу је 2024. године донео краткотрајни закон о осигурању који је категоризовао трансродне идентитете као ментални поремећај. Амерички колеџ педијатара, описан као анти-ЛГБТ група од стране Southern Poverty Law Center-а, каже да „адолесценти могу прихватити своја тела само путем саветовања када је оно усмерено на основне психолошке проблеме”. Верује да су не-цисродни идентитети ментални поремећаји је основна претпоставка конверзионе терапије.

### Трансродна дезистенција и кајање
Мит о трансродној дезистенцији је идеја да је већина трансродне омладине збуњена, и да ће се 80 процената на крају вратити цисродном идентитету. Ово се заснива на низу радова из периода од 2008. до 2013. године који су критиковани због следећег: коришћење застарелих дијагностичких критеријума за поремећај родног идентитета (сада родна дисфорија) који спајају родни идентитет и изражавање, укључујући децу која нису испуњавала критеријуме за дијагнозу поремећаја родног идентитета, укључујући децу која нису тврдила да су трансродна, занемаривање небинарних родних идентитета, бројање деце која нису пратила годинама касније као оне које су престале са дисфоријом, и претпоставка да трансродне особе које истрајавају морају желети медицинску транзицију.
Од 2022. године, већина радова о дезистенцији трансродне омладине су уводници, а не студије. Постојеће студије сматрају се лошим квалитетом. Многе не дефинишу експлицитно шта се рачуна као дезистенција, а оне које то чине теже да спајају нестанак родне дисфорије са повратком цисродном идентитету.
Трансродна дезистенција и кајање често се користе за оправдавање забрана родне афирмативне неге за транзицију. Истраживања показују да је детранзиција због кајања ретка. Студија о бинарној трансродној омладини открила је да се 7,3 процента поново транзиционирало након прве социјалне транзиције. Ово укључује привремену ретранзицију и транзицију из бинарних транс идентитета (трансродни мушкарац или трансродна жена) у небинарне. Након 5 година, 2,5 процента учесника идентификовало се као цисродни, док је 94 процента живело као бинарни трансродни идентитети, а 3,5 процента идентификовало се као небинарни.
Након транзиције/родне афирмације, 13,1 проценат трансродних и родно разноликих одраслих особа врши детранзицију. Ово укључује привремену детранзицију, као што је представљање као род додељен по рођењу током породичних посета. Већина одраслих врши детранзицију због спољашњих фактора као што је стигма од стране породице или друштва, а не због тога што схватају да нису трансродни. 2,1 процента трансродних одраслих особа има историју детранзиције због унутрашњих фактора. Од трансродних особа које су имале операцију промене пола, 1 проценат се каје због тога.

## Легалност и цензура
Говор мржње против ЛГБТ особа, или подстицање на мржњу према њима, криминализовано је у неким земљама, на пример, у Холандији, Норвешкој, и Шведској.